# فيليب بلو
فيليب بلو (بالإنجليزية: Filip Peliwo)‏ مواليد 30 يناير 1994 في فانكوفر، هو لاعب كرة مضرب كندي بدأ مسيرته كمحترف سنة 2013 يلعب باليد اليمنى ويحتل حالياً المرتبة رقم. 440 (فبراير 8, 2016) في تصنيف رابطة محترفي كرة المضرب. أعلى تصنيف له في الفردي كان المركز الـ 223 في سنة 2014. أعلى تصنيف له في الزوجي كان المركز الـ 465 في سنة 2015.

## روابط خارجية
- فيليب بلو على موقع رابطة محترفي التنس (الإنجليزية)
- فيليب بلو على موقع الاتحاد الدولي لكرة المضرب (الإنجليزية)
- فيليب بلو على موقع كأس ديفيز (الإنجليزية)
- فيليب بلو على موقع خلاصة التنس.كوم (الإنجليزية)
- فيليب بلو على موقع إي إس بي إن.كوم (الإنجليزية)